# Acronicta similana
Acronicta similana är en fjärilsart som beskrevs av Smith 1905. Acronicta similana ingår i släktet Acronicta och familjen nattflyn. Inga underarter finns listade i Catalogue of Life.